# Gruppo dell'euxenite
Il gruppo dell'euxenite è un gruppo di minerali facente parte in precedenza del gruppo della columbite-euxenite; In seguito alla ridefinizione da parte dell'Associazione Mineralogica Internazionale, esso è diventato un gruppo a sé.

## Minerali del gruppo dell'euxenite
- Euxenite-(Y)
- Fersmite
- Kobeite-(Y)
- Loranskite-(Y)
- Tanteuxenite-(Y)
- Uranopolicrasio
- Yttrocrasite-(Y)